# Boophis entingae
Boophis entingae is een kikker uit de familie gouden kikkers (Mantellidae). De soort werd voor het eerst wetenschappelijk beschreven door Frank Glaw, Jörn Köhler, Ignacio J. De la Riva, David Vieites en Miguel Vences in 2010. De soort behoort tot het geslacht Boophis.
De kikker is endemisch in Madagaskar. De soort komt vooral voor in het noorden van het eiland.